# Kay Werner Nielsen
Kay Werner Nielsen (ur. 28 maja 1921 w Aarhus, zm. 13 marca 2014) – duński kolarz torowy, trzykrotny medalista mistrzostw świata.

## Kariera
Pierwszy sukces w karierze Kay Werner Nielsen osiągnął w 1951 roku, kiedy zdobył brązowy medal w indywidualnym wyścigu na dochodzenie zawodowców podczas torowych mistrzostw świata w Mediolanie. W zawodach tych wyprzedzili go jedynie Włoch Antonio Bevilacqua i Szwajcar Hugo Koblet. Na rozgrywanych dwa lata później mistrzostwach świata w Mediolanie zdobył srebrny medal w tej samej konkurencji, ulegając tylko Australijczykowi Sydneyowi Pattersonowi. Ostatni medal wywalczył na mistrzostwach świata w Kopenhadze w 1956 roku, zajmując w indywidualnym wyścigu na dochodzenie trzecie miejsce za Włochem Guido Messiną i Francuzem Jacques'em Anquetilem. Wielokrotnie zdobywał medale torowych mistrzostw kraju, w tym 13 złotych. Wielokrotnie również stawał na podium zawodów cyklu Six Days, nigdy jednak nie wystąpił na igrzyskach olimpijskich.